# Gran Premio motociclistico di Svezia 1977
Il Gran Premio motociclistico di Svezia fu il decimo appuntamento del motomondiale 1977.
Si svolse il 23 e 24 luglio 1977 sul Circuito di Anderstorp. Corsero tutte le classi tranne i sidecar (sabato 23 la 350, domenica 24 le altre classi).
Sesta vittoria stagionale per Barry Sheene in 500, davanti al rientrante Johnny Cecotto.
In 350 Takazumi Katayama consolidò il suo vantaggio in classifica.
Seconda vittoria per la Kawasaki KR 250 grazie a Mick Grant, davanti a Mario Lega: il lughese allungò in campionato grazie al ritiro delle due Harley-Davidson.
Ángel Nieto vinse in 125; secondo Pier Paolo Bianchi, che si laureò Campione del Mondo della categoria. Nieto vinse a sua volta il titolo della 50 (il suo ottavo in totale) grazie al secondo posto dietro al compagno di Marca Ricardo Tormo.

## Classe 500
31 piloti alla partenza, 17 al traguardo.

### Arrivati al traguardo
| Pos. | Pilota            | Moto   | Tempo       | Punti |
| ---- | ----------------- | ------ | ----------- | ----- |
| 1    | Barry Sheene      | Suzuki | 47' 21" 279 | 15    |
| 2    | Johnny Cecotto    | Yamaha | +2" 952     | 12    |
| 3    | Steve Baker       | Yamaha | +26" 740    | 12    |
| 4    | Steve Parrish     | Suzuki | +28" 498    | 8     |
| 5    | Wil Hartog        | Suzuki | +31" 567    | 6     |
| 6    | Gianfranco Bonera | Suzuki | +39" 219    | 5     |
| 7    | Armando Toracca   | Suzuki | +1' 00" 675 | 4     |
| 8    | John Williams     | Suzuki | +1' 02" 981 | 3     |
| 9    | Giacomo Agostini  | Yamaha | +1' 10" 204 | 2     |
| 10   | Pat Hennen        | Suzuki | +1' 22" 289 | 1     |
| 11   | Michel Rougerie   | Suzuki | +1 giro     |       |
| 12   | Max Wiener        | Suzuki | +1 giro     |       |
| 13   | Alf Graarud       | Suzuki | +1 giro     |       |
| 14   | Jack Findlay      | Suzuki | +1 giro     |       |
| 15   | Bosse Granath     | Suzuki | +2 giri     |       |
| 16   | Alex George       | Suzuki | +2 giri     |       |
| 17   | Ron Kirkham       | Yamaha | +3 giri     |       |

### Ritirati
| Pilota              | Moto   | Motivo ritiro |
| ------------------- | ------ | ------------- |
| Marco Lucchinelli   | Suzuki |               |
| Christian Estrosi   | Suzuki |               |
| Virginio Ferrari    | Suzuki |               |
| Teuvo Länsivuori    | Suzuki |               |
| Philippe Coulon     | Suzuki |               |
| John Newbold        | Suzuki |               |
| Jean-Philippe Orban | Suzuki |               |
| Odd Arne Lände      | Suzuki |               |
| Karl Auer           | Suzuki |               |
| Helmut Kassner      | Suzuki |               |
| Anton Mang          | Suzuki |               |
| Kaj Jensen          | Suzuki |               |
| Markku Matikainen   | Suzuki |               |
| Bent Slydal         | Suzuki |               |

### Non qualificati
| Pilota        | Moto   |
| ------------- | ------ |
| Goran Alden   | Suzuki |
| Børge Nielsen | Suzuki |

## Classe 350
32 piloti alla partenza, 20 al traguardo.

### Arrivati al traguardo
| Pos | Pilota             | Moto              | Tempo       | Punti |
| --- | ------------------ | ----------------- | ----------- | ----- |
| 1   | Takazumi Katayama  | Yamaha            | 48' 23" 314 | 15    |
| 2   | Kork Ballington    | Yamaha            | +0" 216     | 12    |
| 3   | Patrick Fernandez  | Yamaha            | +22" 588    | 10    |
| 4   | Jon Ekerold        | Yamaha            | +37" 477    | 8     |
| 5   | Vic Soussan        | Yamaha            | +42" 006    | 6     |
| 6   | Tom Herron         | Yamaha            | +48" 375    | 5     |
| 7   | Pentti Korhonen    | Yamaha            | +51" 089    | 4     |
| 8   | Pekka Nurmi        | Yamaha            | +55" 840    | 3     |
| 9   | Patrick Pons       | Yamaha            | +57" 303    | 2     |
| 10  | Christian Sarron   | Yamaha            | +1' 02" 963 | 1     |
| 11  | Mario Lega         | Bakker-Morbidelli | +1' 07" 602 |       |
| 12  | Olivier Chevallier | Yamaha            | +1' 07" 741 |       |
| 13  | Giacomo Agostini   | Yamaha            | +1' 10" 774 |       |
| 14  | Seppo Rossi        | Yamaha            | +1' 31" 756 |       |
| 15  | Eero Hyvärinen     | Yamaha            | +1' 34" 545 |       |
| 16  | Ken Nemoto         | Yamaha            | +1 giro     |       |
| 17  | Peter Sköld        | Yamaha            | +1 giro     |       |
| 18  | Víctor Palomo      | Yamaha            | +1 giro     |       |
| 19  | Reino Eskelinen    | Yamaha            | +1 giro     |       |
| 20  | Etienne Geeraerdt  | Yamaha            | +1 giro     |       |

### Ritirati
| Pilota            | Moto          | Motivo ritiro |
| ----------------- | ------------- | ------------- |
| Johnny Cecotto    | Bakker-Yamaha |               |
| Eddie Roberts     | Maxton-Yamaha |               |
| Lennart Bäckström | Yamaha        |               |
| Michel Rougerie   | Yamaha        |               |
| Chas Mortimer     | Maxton-Yamaha |               |
| Alan North        | Yamaha        |               |
| Lars Johansson    | Yamaha        |               |
| Leif Gustafsson   | Yamaha        |               |
| Alain Terras      | Yamaha        |               |
| Børge Nielsen     | Yamaha        |               |
| Bosse Granath     | Yamaha        |               |
| Jack Findlay      | Yamaha        |               |

### Non qualificati
| Pilota           | Moto            |
| ---------------- | --------------- |
| Peter Sjöström   | Yamaha          |
| John Dodds       | Yamaha          |
| Hans Hansebraten | Yamaha          |
| Karl Auer        | Yamaha          |
| Walter Villa     | Harley-Davidson |
| Vinicio Salmi    | Yamaha          |
| Alex George      | Yamaha          |
| Kaj Jensen       | Yamaha          |
| Franco Uncini    | Harley-Davidson |
| Lars Johansson   | Yamaha          |

## Classe 250
30 piloti alla partenza, 18 al traguardo.

### Arrivati al traguardo
| Pos | Pilota             | Moto          | Tempo       | Punti |
| --- | ------------------ | ------------- | ----------- | ----- |
| 1   | Mick Grant         | Kawasaki      | 50' 24" 853 | 15    |
| 2   | Mario Lega         | Morbidelli    | +4" 951     | 12    |
| 3   | Jon Ekerold        | Yamaha        | +13" 192    | 10    |
| 4   | Takazumi Katayama  | Yamaha        | +16" 570    | 8     |
| 5   | Alan North         | Yamaha        | +17" 020    | 6     |
| 6   | Chas Mortimer      | Maxton-Yamaha | +24" 944    | 5     |
| 7   | Tom Herron         | Yamaha        | +25" 156    | 4     |
| 8   | Olivier Chevallier | Yamaha        | +45" 029    | 3     |
| 9   | Vic Soussan        | Yamaha        | +45" 067    | 2     |
| 10  | Eero Hyvärinen     | Yamaha        | +45" 815    | 1     |
| 11  | Paolo Pileri       | Morbidelli    | +55" 420    |       |
| 12  | Alain Terras       | Yamaha        | +56" 070    |       |
| 13  | Patrick Pons       | Yamaha        | +56" 385    |       |
| 14  | Christian Sarron   | Yamaha        | +1' 15" 008 |       |
| 15  | Ken Nemoto         | Yamaha        | +1' 15" 276 |       |
| 16  | Lennart Bäckström  | Yamaha        | +1' 25" 152 |       |
| 17  | Aldo Nannini       | Yamaha        | +1' 25" 457 |       |
| 18  | Peter Sköld        | Yamaha        | +1 giro     |       |

### Ritirati
| Pilota              | Moto            | Motivo ritiro |
| ------------------- | --------------- | ------------- |
| Patrick Fernandez   | Yamaha          |               |
| Kork Ballington     | Yamaha          |               |
| Barry Ditchburn     | Kawasaki        |               |
| Hans Müller         | Yamaha          |               |
| Walter Villa        | Harley-Davidson |               |
| Pekka Nurmi         | Yamaha          |               |
| Franco Uncini       | Harley-Davidson |               |
| Seppo Rossi         | Yamaha          |               |
| Pentti Korhonen     | Yamaha          |               |
| John Dodds          | Yamaha          |               |
| Per-Edvard Carlsson | Yamaha          |               |
| Hans Schweiger      | Kawasaki        |               |

### Non qualificati
| Pilota            | Moto   |
| ----------------- | ------ |
| Vinicio Salmi     | Yamaha |
| Lars-Olof Gedell  | Yamaha |
| Etienne Geeraerdt | Yamaha |
| Sven Andersson    | Yamaha |
| Víctor Palomo     | Yamaha |
| Harald Bartol     | Bartol |
| Hans Hallberg     | Yamaha |
| Hans Hansebraten  | Yamaha |
| Peter Sjöström    | Yamaha |
| Lars Johansson    | Yamaha |
| Leif Gustafsson   | Yamaha |

## Classe 125
30 piloti alla partenza, 18 al traguardo.

### Arrivati al traguardo
| Pos | Pilota                 | Moto       | Tempo       | Punti |
| --- | ---------------------- | ---------- | ----------- | ----- |
| 1   | Ángel Nieto            | Bultaco    | 54' 57" 984 | 15    |
| 2   | Pier Paolo Bianchi     | Morbidelli | +7" 676     | 12    |
| 3   | Eugenio Lazzarini      | Morbidelli | +8" 204     | 10    |
| 4   | Jean-Louis Guignabodet | Morbidelli | +24" 277    | 8     |
| 5   | Claudio Lusuardi       | Morbidelli | +31" 113    | 6     |
| 6   | Gert Bender            | Bender     | +43" 702    | 5     |
| 7   | Stefan Dörflinger      | Morbidelli | +44" 877    | 4     |
| 8   | Hans Müller            | Morbidelli | +57" 261    | 3     |
| 9   | Thierry Noblesse       | Morbidelli | +1 giro     | 2     |
| 10  | Per-Edvard Carlson     | Morbidelli | +1 giro     | 1     |
| 11  | Hans Hallberg          | Morbidelli | +1 giro     |       |
| 12  | Hagen Klein            | Morbidelli | +1 giro     |       |
| 13  | Juliaan Vanzeebroeck   | Motobécane | +1 giro     |       |
| 14  | Anton Mang             | Morbidelli | +1 giro     |       |
| 15  | Jan Bäckström          | Maico      | +1 giro     |       |
| 16  | Johnny Svensson        | Bastard    | +2 giri     |       |
| 17  | Michel Baloche         | Motobécane | +4 giri     |       |
| 18  | Christer Eliasson      | Morbidelli | +5 giri     |       |

### Ritirati
| Pilota             | Moto       | Motivo ritiro |
| ------------------ | ---------- | ------------- |
| Harald Bartol      | Morbidelli |               |
| Matti Kinnunen     | Morbidelli |               |
| Horst Seel         | Seel       |               |
| Benga Johansson    | Morbidelli |               |
| Jan Ubels          | Buton      |               |
| Lennart Lundgren   | Yamaha     |               |
| Auno Hakala        | Morbidelli |               |
| Cees van Dongen    | Morbidelli |               |
| Hans-Jürgen Hummel | Morbidelli |               |
| Roland Olsson      | Starol     |               |
| Tore Alexandersson | Morbidelli |               |
| Herbert Rittberger | Morbidelli |               |

### Non qualificati
| Pilota        | Moto     |
| ------------- | -------- |
| Terence Keane | Kreidler |

## Classe 50
25 piloti alla partenza, 12 al traguardo.

### Arrivati al traguardo
| Pos | Pilota                 | Moto           | Tempo       | Punti |
| --- | ---------------------- | -------------- | ----------- | ----- |
| 1   | Ricardo Tormo          | Bultaco        | 36' 48" 665 | 15    |
| 2   | Ángel Nieto            | Bultaco        | +39" 208    | 12    |
| 3   | Eugenio Lazzarini      | Kreidler       | +45" 064    | 10    |
| 4   | Stefan Dörflinger      | Kreidler       | +1' 34" 630 | 8     |
| 5   | Theo Timmer            | Kreidler       | +1' 44" 964 | 6     |
| 6   | Claudio Lusuardi       | Lusuardi       | +1' 50" 228 | 5     |
| 7   | Juliaan Vanzeebroeck   | Kreidler       | +2' 00" 071 | 4     |
| 8   | Jean-Louis Guignabodet | UFO-Morbidelli | +2' 12" 172 | 3     |
| 9   | Lennart Lundgren       | Kreidler       | +1 giro     | 2     |
| 10  | Juup Bosman            | Kreidler       | +1 giro     | 1     |
| 11  | Engelbert Kip          | Kreidler       | +1 giro     |       |
| 12  | Ove Skifjeld           | Kreidler       | +1 giro     |       |

### Ritirati
| Pilota             | Moto     | Motivo ritiro |
| ------------------ | -------- | ------------- |
| Patrick Plisson    | ABF      |               |
| Herbert Rittberger | Kreidler |               |
| Hans-Jürgen Hummel | Kreidler |               |
| Wolfgang Müller    | Kreidler |               |
| Cees van Dongen    | Kreidler |               |
| Pierre Dumont      | Kreidler |               |
| Hagen Klein        | Kreidler |               |
| Oscar Ekstrand     | Kreidler |               |
| Günter Schirnhofer | Kreidler |               |
| Rudolf Kunz        | Kreidler |               |
| Kai Lindström      | Kreidler |               |
| Terence Keane      | Kreidler |               |
| Jörgen Ask         | Kreidler |               |

## Fonti e bibliografia
- (EN) Chris Carter (a cura di), Motocourse 1977-78, Richmond, Surrey, Hazleton Securities Ltd, 1977,  p. 107, ISBN 0-905138-04-X.